# Гіллсдейл (Міссурі)
Гіллсдейл (англ. Hillsdale) — селище (англ. village) в США, в окрузі Сент-Луїс штату Міссурі. Населення — 1216 осіб (2020).

## Географія
Гіллсдейл розташований за координатами 38°41′9″ пн. ш. 90°17′13″ зх. д. / 38.68583° пн. ш. 90.28694° зх. д. (38.685697, -90.286894).  За даними Бюро перепису населення США в 2010 році селище мало площу 0,89 км², уся площа — суходіл.

## Демографія
Згідно з переписом 2010 року, у селищі мешкало 1478 осіб у 487 домогосподарствах у складі 346 родин. Густота населення становила 1652 особи/км².  Було 696 помешкань (778/км²).
Расовий склад населення:
| - 95,9 % — чорних або афроамериканців - 2,2 % — білих - 0,1 % — корінних американців |

До двох чи більше рас належало 1,7 %. Частка іспаномовних становила 1,2 % від усіх жителів.
За віковим діапазоном населення розподілялося таким чином: 35,5 % — особи молодші 18 років, 57,3 % — особи у віці 18—64 років, 7,2 % — особи у віці 65 років та старші. Медіана віку мешканця становила 27,4 року. На 100 осіб жіночої статі у селищі припадало 80,9 чоловіків;  на 100 жінок у віці від 18 років та старших — 70,5 чоловіків також старших 18 років.
Середній дохід на одне домашнє господарство  становив 28 553 долари США (медіана — 23 281), а середній дохід на одну сім'ю — 31 329 доларів (медіана — 26 250). За межею бідності перебувало 41,2 % осіб, у тому числі 61,0 % дітей у віці до 18 років та 12,7 % осіб у віці 65 років та старших.
Цивільне працевлаштоване населення становило 396 осіб. Основні галузі зайнятості: освіта, охорона здоров'я та соціальна допомога — 35,4 %, роздрібна торгівля — 14,4 %, науковці, спеціалісти, менеджери — 11,9 %.